# Noche (canción de La Oreja de Van Gogh)
«Noche» es la primera canción del álbum Guapa del grupo español La Oreja de Van Gogh. Un título erróneo que suele dársele es "Alguna de mis noches":

## Información
Noche muestra, claramente, la madurez que ha seguido el grupo vasco desde sus orígenes con Dile al sol. Preludia los tintes oscuros que poseen numerosas canciones del álbum como Muñeca de trapo (de hecho, cuando salió como sencillo en numerosas radios latinoamericanas fue censurada por, supuestamente, contener mensajes satánicos, algo que fue desmentido por el propio grupo, alegando que tales mensajes no eran más que metáforas) o Dulce locura.
El mensaje de la canción es claro: nos muestra un grito desesperado de alguien que lleva demasiado tiempo sufriendo por una ruptura amorosa. Sin embargo, le queda poco tiempo para seguir sufriendo, puesto que una vez duerma en la noche, soñará que todo sigue igual que antes, que nunca rompió con dicha persona. La esencia de la canción se condensa en su final, añadiéndola una gran calidad, y afirmando que, de noche, cuando sueña que todo sigue igual que antes, los años sufridos no le pesan, pero sí cuando amanece y deja de soñar.
Como numerosas canciones del álbum Guapa, Noche nunca llegó a ser sencillo. Esto chocó en un principio, puesto que La Oreja de Van Gogh había demostrado con sus anteriores discos que siempre sacaba una media de siete singles, pero Guapa nos dejó únicamente cuatro. Esto podría ser porque no sabían que Amaia se iba a ir de la banda. Fue comparada varias veces con la canción Aire de Mecano. 
Su maqueta se llama Volar, y esta maqueta se filtró en mayo de 2014. Esta versión es medio tono bajo y tiene un estribillo diferente con ritmo pop, que posiblemente fue cambiado para hacerla encajar mejor en Guapa, ya que algunas canciones del álbum son oscuras.